# Reserva de Cattaraugus (comtat d'Erie)
La Reserva índia Cattaraugus és una reserva índia amb una part al comtat d'Erie, Nova York, Estats Units. La població era de 2.100 habitants en el cens del 2010. La majoria dels residents són de la Nació Seneca. També hi ha parts la reserva al comtat de Cattaraugus i una petita part al comtat de Chautauqua. Aquesta és una de les reserves de la Nació Seneca d'Indis.

## Geografia
D'acord amb l'Oficina del Cens dels Estats Units, la reserva índia té una àrea total de 66,5 km². Només l'1,36% és d'aigua. Cattaraugus Creek corre al llarg de la part sud de la divisió del cens, i el llac Erie ajuda a formar el límit occidental.

## Demografia
Segons el cens de 2000, hi havia 2,001 persones, 703 cases, i 480 famílies residint a la reserva. La densitat de població era de 30.5/km². El 86,81% de la població són amerindis, i l'11,74% blancs.

## Notables habitants
- Deerfoot, notable corredor
- Bemus Pierce, antic entrenador de futbol de la Universitat de Buffalo